# St Michael’s on Wyre
St Michael’s on Wyre – wieś w Anglii, w hrabstwie Lancashire, w dystrykcie Wyre. Leży 59 km na północny zachód od miasta Manchester i 319 km na północny zachód od Londynu.